# The Division Bell
The Division Bell er det fjortende og næstsidste studiealbum af den engelske progressive rock gruppe Pink Floyd. Det blev udgivet i Storbritannien af EMI Records i marts 1994, og kort efter af Columbia Records i USA.
Albummet, som hovedsageligt er skrevet af guitaristen David Gilmour og keyboardspilleren Richard Wright, beskæftiger sig mest af alt med temaer indenfor kommunikation. Indspilningen fandt sted mange forskellige steder, heriblandt bandets eget studie, Britannia Row Studios, og Gilmours husbåd, Astoria. Produktionsholdet inkluderede Pink Floyds faste støtter såsom produceren Bob Ezrin, musikingeniøren Andy Jackson og saxofonisten Dick Parry. Gilmours nye kone, Polly Samson, var med til at skrive meget af lyrikken til albummet, og Wright blev præsenteret som lead vokal på det første Pink Floyd album siden Dark Side of the Moon fra 1973.
Albummet nåede til tops i både Storbritannien og USA, men modtog generelt dårlige anmeldelser. Da det tidligere bandmedlem Roger Waters blev bedt om at kommentere albummet, kritiserede han det sønder og sammen. Udgivelsen af albummet blev straks efter fulgt af en turné gennem USA, Europa og Storbritannien. The Division Bell blev tildelt Guld, Platin og Dobbelt Platin i USA i juni 1994, og Trippel Platin i januar 1999.

## Spor
Alt vokalt er sunget af David Gilmour, med undtagelse af "Wearing the Inside Out" hvor Richard Wright også optræder.
| 1.    | "Cluster One"                                                            | Instrumental                       | David Gilmour, Richard Wright | 5:58 |
| 2.    | "What Do You Want from Me?"                                              | Gilmour, Polly Samson              | Gilmour, Wright               | 4:21 |
| 3.    | "Poles Apart"                                                            | Gilmour, Samson, Nick Laird-Clowes | Gilmour                       | 7:04 |
| 4.    | "Marooned"                                                               | Instrumental                       | Gilmour, Wright               | 5:29 |
| 5.    | "A Great Day for Freedom"                                                | Gilmour, Samson                    | Gilmour                       | 4:17 |
| 6.    | "Wearing the Inside Out" (Lead vokaler: Richard Wright og David Gilmour) | Anthony Moore                      | Wright                        | 6:49 |
| 7.    | "Take It Back"                                                           | Gilmour, Samson, Laird-Clowes      | Gilmour, Bob Ezrin            | 6:12 |
| 8.    | "Coming Back to Life"                                                    | Gilmour                            | Gilmour                       | 6:19 |
| 9.    | "Keep Talking"                                                           | Gilmour, Samson                    | Gilmour, Wright               | 6:11 |
| 10.   | "Lost for Words"                                                         | Gilmour, Samson                    | Gilmour                       | 5:14 |
| 11.   | "High Hopes"                                                             | Gilmour, Samson                    | Gilmour                       | 8:31 |
| 66:32 |                                                                          |                                    |                               |      |

Vinyl-udgaven var generelt udgivet på en enkelt plade med redigerede udgaver af "Poles Apart", "Marooned", "Coming Back to Life", "A Great Day for Freedom", "Wearing the Inside Out" og "High Hopes". Russiske og sydkoreanske udgaver er på to plader og indeholder ingen redigeringer. Enkelte udgaver indeholder lyden af et hjerteslag i det fastlagte groove henimod slutningen på hver side.[kilde mangler]